# Łęczna
Pour les articles homonymes, voir Łęczna (homonymie).
Łęczna [ˈwɛnʧna] est une ville de la voïvodie de Lublin, dans le sud-est de la Pologne.
Elle est le siège administratif (chef-lieu) de la gmina de Łęczna et du powiat de Łęczna.
Sa population s'élevait à 20 160 habitants en 2013.

## Climat
| Mois              | Janvier | Février | Mars | Avril | Mai  | Juin | Juillet | Aoüt | Septembre | Octobre | Novembre | Décembre | Moyenne |
| ----------------- | ------- | ------- | ---- | ----- | ---- | ---- | ------- | ---- | --------- | ------- | -------- | -------- | ------- |
| Température [°C]  | –4,9    | -4,1    | 1,4  | 8,7   | 13,6 | 16,7 | 18,4    | 17,7 | 13,5      | 8,7     | 2,8      | -2,2     | 7,52    |
| Pluviométrie [mm] | 23      | 26      | 28   | 38    | 54   | 71   | 75      | 65   | 49        | 34      | 36       | 32       | 531     |